# Ayutla (kommun)
Ayutla är en kommun i Mexiko.   Den ligger i delstaten Jalisco, i den södra delen av landet, 600 km väster om huvudstaden Mexico City. Antalet invånare är 122 321. Arean är 885 kvadratkilometer.
Terrängen i Ayutla är kuperad åt nordost, men åt sydväst är den bergig.